# Formel-1-Weltmeisterschaft 1982
Die Formel-1-Weltmeisterschaft 1982 war die 33. Saison der Formel-1-Weltmeisterschaft. Sie wurde über 16 Rennen in der Zeit vom 23. Januar 1982 bis zum 25. September 1982 ausgetragen. Keke Rosberg gewann zum ersten und einzigen Mal die Fahrerweltmeisterschaft. Ferrari wurde zum siebten Mal Konstrukteursweltmeister.
Rosberg wurde Weltmeister, obwohl er nur ein einziges aus 16 Saisonrennen gewinnen konnte und fünf Fahrer jeweils zwei Siege schafften. Trotz der in späteren Saisonen steigenden Zahl von Grand Prix hält 1982 den Allzeitrekord von 11 unterschiedlichen Rennsiegern.

## Teams und Fahrer
| Foto           | Team                                              | Chassis                                                        | Motor                                           | Reifen | Nr. | Stammfahrer        | Rennen              |
| -------------- | ------------------------------------------------- | -------------------------------------------------------------- | ----------------------------------------------- | ------ | --- | ------------------ | ------------------- |
| Brabham BT49D  | Parmalat Racing Team                              | Brabham BT49B Brabham BT50                                     | Ford Cosworth DFV 3.0 V8 BMW M12/13 1.5 L4t     | G      | 01  | Nelson Piquet      | 1–3, 5–16           |
| Brabham BT49D  | Parmalat Racing Team                              | Brabham BT49B Brabham BT50                                     | Ford Cosworth DFV 3.0 V8 BMW M12/13 1.5 L4t     | G      | 02  | Riccardo Patrese   | 1–3, 5–16           |
| Tyrrell 011    | Team Tyrrell                                      | Tyrrell 011                                                    | Ford Cosworth DFV 3.0 V8                        | G      | 03  | Michele Alboreto   | 1–16                |
| Tyrrell 011    | Team Tyrrell                                      | Tyrrell 011                                                    | Ford Cosworth DFV 3.0 V8                        | G      | 04  | Slim Borgudd       | 1–3                 |
| Tyrrell 011    | Team Tyrrell                                      | Tyrrell 011                                                    | Ford Cosworth DFV 3.0 V8                        | G      | 04  | Brian Henton       | 4–16                |
| Williams FW08  | TAG Williams Racing Team                          | Williams FW07C Williams FW07D Williams FW08                    | Ford Cosworth DFV 3.0 V8                        | G      | 05  | Carlos Reutemann   | 1, 2                |
| Williams FW08  | TAG Williams Racing Team                          | Williams FW07C Williams FW07D Williams FW08                    | Ford Cosworth DFV 3.0 V8                        | G      | 05  | Mario Andretti     | 3                   |
| Williams FW08  | TAG Williams Racing Team                          | Williams FW07C Williams FW07D Williams FW08                    | Ford Cosworth DFV 3.0 V8                        | G      | 05  | Derek Daly         | 5–16                |
| Williams FW08  | TAG Williams Racing Team                          | Williams FW07C Williams FW07D Williams FW08                    | Ford Cosworth DFV 3.0 V8                        | G      | 06  | Keke Rosberg       | 1–3, 5–16           |
| McLaren MP4/1B | Marlboro McLaren International                    | McLaren MP4/1B                                                 | Ford Cosworth DFV 3.0 V8                        | M      | 07  | John Watson        | 1–3, 5–16           |
| McLaren MP4/1B | Marlboro McLaren International                    | McLaren MP4/1B                                                 | Ford Cosworth DFV 3.0 V8                        | M      | 08  | Niki Lauda         | 1–3, 5–16           |
| ATS D5         | Team ATS                                          | ATS D5                                                         | Ford Cosworth DFV 3.0 V8                        | A G    | 09  | Manfred Winkelhock | 1–16                |
| ATS D5         | Team ATS                                          | ATS D5                                                         | Ford Cosworth DFV 3.0 V8                        | A G    | 10  | Eliseo Salazar     | 1–16                |
| Lotus 91       | John Player Team Lotus                            | Lotus 87B Lotus 91                                             | Ford Cosworth DFV 3.0 V8                        | G      | 11  | Elio de Angelis    | 1–3, 5–16           |
| Lotus 91       | John Player Team Lotus                            | Lotus 87B Lotus 91                                             | Ford Cosworth DFV 3.0 V8                        | G      | 12  | Nigel Mansell      | 1–3, 5–8, 10, 12–16 |
| Lotus 91       | John Player Team Lotus                            | Lotus 87B Lotus 91                                             | Ford Cosworth DFV 3.0 V8                        | G      | 12  | Roberto Moreno     | 9                   |
| Lotus 91       | John Player Team Lotus                            | Lotus 87B Lotus 91                                             | Ford Cosworth DFV 3.0 V8                        | G      | 12  | Geoff Lees         | 11                  |
| Enign N180     | Ensign Racing                                     | Ensign N180B Ensign N181                                       | Ford Cosworth DFV 3.0 V8                        | A P    | 14  | Roberto Guerrero   | 1–3, 5–16           |
| Renault RE30B  | Equipe Renault Elf                                | Renault RE30B                                                  | Renault-Gordini EF1 1.5 V6t                     | M      | 15  | Alain Prost        | 1–16                |
| Renault RE30B  | Equipe Renault Elf                                | Renault RE30B                                                  | Renault-Gordini EF1 1.5 V6t                     | M      | 16  | René Arnoux        | 1–16                |
| March 821      | Rothmans March Grand Prix Team LBT Team March     | March 821                                                      | Ford Cosworth DFV 3.0 V8                        | P A    | 17  | Jochen Mass        | 1–3, 5–11           |
| March 821      | Rothmans March Grand Prix Team LBT Team March     | March 821                                                      | Ford Cosworth DFV 3.0 V8                        | P A    | 17  | Rupert Keegan      | 12–16               |
| March 821      | Rothmans March Grand Prix Team LBT Team March     | March 821                                                      | Ford Cosworth DFV 3.0 V8                        | P A    | 18  | Raul Boesel        | 1–3, 5–16           |
| March 821      | Rothmans March Grand Prix Team LBT Team March     | March 821                                                      | Ford Cosworth DFV 3.0 V8                        | P A    | 19  | Emilio de Villota  | 5–9                 |
| Fittipaldi F8  | Fittipaldi Automotive                             | Fittipaldi F8D Fittipaldi F9                                   | Ford Cosworth DFV 3.0 V8                        | P      | 20  | Chico Serra        | 1–3, 5–16           |
| Alfa Romeo 182 | Marlboro Team Alfa Romeo                          | Alfa Romeo 179D Alfa Romeo 182 Alfa Romeo 182B Alfa Romeo 182T | Alfa Romeo 1260 3.0 V12 Alfa Romeo 890T 1.5 V8t | M      | 22  | Andrea de Cesaris  | 1–16                |
| Alfa Romeo 182 | Marlboro Team Alfa Romeo                          | Alfa Romeo 179D Alfa Romeo 182 Alfa Romeo 182B Alfa Romeo 182T | Alfa Romeo 1260 3.0 V12 Alfa Romeo 890T 1.5 V8t | M      | 23  | Bruno Giacomelli   | 1–16                |
| Ligier JS19    | Equipe Talbot Gitanes                             | Ligier JS17B Ligier JS19                                       | Matra MS81 3.0 V12                              | M      | 25  | Eddie Cheever      | 1–3, 5–16           |
| Ligier JS19    | Equipe Talbot Gitanes                             | Ligier JS17B Ligier JS19                                       | Matra MS81 3.0 V12                              | M      | 26  | Jacques Laffite    | 1–3, 5–16           |
| Ferrari 162C2  | Scuderia Ferrari SpA SEFAC                        | Ferrari 126C2                                                  | Ferrari 021 1.5 V6t                             | G      | 27  | Gilles Villeneuve  | 1–5                 |
| Ferrari 162C2  | Scuderia Ferrari SpA SEFAC                        | Ferrari 126C2                                                  | Ferrari 021 1.5 V6t                             | G      | 27  | Patrick Tambay     | 9–16                |
| Ferrari 162C2  | Scuderia Ferrari SpA SEFAC                        | Ferrari 126C2                                                  | Ferrari 021 1.5 V6t                             | G      | 28  | Didier Pironi      | 1–12                |
| Ferrari 162C2  | Scuderia Ferrari SpA SEFAC                        | Ferrari 126C2                                                  | Ferrari 021 1.5 V6t                             | G      | 28  | Mario Andretti     | 15, 16              |
| Arrows A5      | Arrows Racing Team                                | Arrows A4 Arrows A5                                            | Ford Cosworth DFV 3.0 V8                        | P      | 29  | Brian Henton       | 1–3                 |
| Arrows A5      | Arrows Racing Team                                | Arrows A4 Arrows A5                                            | Ford Cosworth DFV 3.0 V8                        | P      | 29  | Marc Surer         | 5–16                |
| Arrows A5      | Arrows Racing Team                                | Arrows A4 Arrows A5                                            | Ford Cosworth DFV 3.0 V8                        | P      | 30  | Mauro Baldi        | 1–3, 5–16           |
| Osella FA1C    | Osella Squadra Corse                              | Osella FA1C Osella FA1D                                        | Ford Cosworth DFV 3.0 V8                        | P      | 31  | Jean-Pierre Jarier | 1–16                |
| Osella FA1C    | Osella Squadra Corse                              | Osella FA1C Osella FA1D                                        | Ford Cosworth DFV 3.0 V8                        | P      | 32  | Riccardo Paletti   | 1–8                 |
| Theodore TY02  | Theodore Racing Team                              | Theodore TY01 Theodore TY02                                    | Ford Cosworth DFV 3.0 V8                        | A G    | 33  | Derek Daly         | 1–3                 |
| Theodore TY02  | Theodore Racing Team                              | Theodore TY01 Theodore TY02                                    | Ford Cosworth DFV 3.0 V8                        | A G    | 33  | Jan Lammers        | 5–7, 9–11           |
| Theodore TY02  | Theodore Racing Team                              | Theodore TY01 Theodore TY02                                    | Ford Cosworth DFV 3.0 V8                        | A G    | 33  | Geoff Lees         | 8                   |
| Theodore TY02  | Theodore Racing Team                              | Theodore TY01 Theodore TY02                                    | Ford Cosworth DFV 3.0 V8                        | A G    | 33  | Tommy Byrne        | 12–16               |
| Toleman TG183  | Candy Toleman Motorsport Toleman Group Motorsport | Toleman TG181B Toleman TG181C Toleman TG183                    | Hart 415T 1.5 L4t                               | P      | 35  | Derek Warwick      | 1–6, 9–16           |
| Toleman TG183  | Candy Toleman Motorsport Toleman Group Motorsport | Toleman TG181B Toleman TG181C Toleman TG183                    | Hart 415T 1.5 L4t                               | P      | 36  | Teo Fabi           | 1–6, 9–16           |

## Rennkalender
| Nr. | Datum         | Grand Prix (Strecke)            | Distanz (km) | Sieger                          | Zweiter                          | Dritter                         | Pole- Position                 | Schnellste Rennrunde            | Gesamtführender Fahrer       | Gesamtführender Konstrukteur |
| --- | ------------- | ------------------------------- | ------------ | ------------------------------- | -------------------------------- | ------------------------------- | ------------------------------ | ------------------------------- | ---------------------------- | ---------------------------- |
| 01  | 23. Januar    | Südafrika (Midrand)             | 316,008      | Alain Prost (Renault)           | Carlos Reutemann (Williams-Ford) | René Arnoux (Renault)           | René Arnoux (Renault)          | Alain Prost (Renault)           | Alain Prost (Renault)        | Renault                      |
| 02  | 21. März      | Brasilien (Jacarepaguá)         | 316,953      | Alain Prost (Renault)           | John Watson (McLaren-Ford)       | Nigel Mansell (Lotus-Ford)      | Alain Prost (Renault)          | Alain Prost (Renault)           | Alain Prost (Renault)        | Renault                      |
| 03  | 4. April      | USA West (Long Beach)           | 258,739      | Niki Lauda (McLaren-Ford)       | Keke Rosberg (Williams-Ford)     | Riccardo Patrese (Brabham-Ford) | Andrea de Cesaris (Alfa Romeo) | Niki Lauda (McLaren-Ford)       | Alain Prost (Renault)        | Renault                      |
| 04  | 25. April     | San Marino (Imola)              | 302,400      | Didier Pironi (Ferrari)         | Gilles Villeneuve (Ferrari)      | Michele Alboreto (Tyrrell-Ford) | René Arnoux (Renault)          | Didier Pironi (Ferrari)         | Alain Prost (Renault)        | Renault                      |
| 05  | 9. Mai        | Belgien (Zolder)                | 298,340      | John Watson (McLaren-Ford)      | Keke Rosberg (Williams-Ford)     | Eddie Cheever (Ligier-Matra)    | Alain Prost (Renault)          | John Watson (McLaren-Ford)      | Alain Prost (Renault)        | McLaren-Ford                 |
| 06  | 23. Mai       | Monaco (Monte Carlo)            | 251,712      | Riccardo Patrese (Brabham-Ford) | Didier Pironi (Ferrari)          | Andrea de Cesaris (Alfa Romeo)  | René Arnoux (Renault)          | Riccardo Patrese (Brabham-Ford) | Alain Prost (Renault)        | McLaren-Ford                 |
| 07  | 6. Juni       | USA Ost (Detroit)               | 258,416      | John Watson (McLaren-Ford)      | Eddie Cheever (Ligier-Matra)     | Didier Pironi (Ferrari)         | Alain Prost (Renault)          | Alain Prost (Renault)           | John Watson (McLaren-Ford)   | McLaren-Ford                 |
| 08  | 13. Juni      | Kanada (Montréal)               | 308,700      | Nelson Piquet (Brabham-BMW)     | Riccardo Patrese (Brabham-Ford)  | John Watson (McLaren-Ford)      | Didier Pironi (Ferrari)        | Didier Pironi (Ferrari)         | John Watson (McLaren-Ford)   | McLaren-Ford                 |
| 09  | 3. Juli       | Niederlande (Zandvoort)         | 306,144      | Didier Pironi (Ferrari)         | Nelson Piquet (Brabham-BMW)      | Keke Rosberg (Williams-Ford)    | René Arnoux (Renault)          | Derek Warwick (Toleman-Hart)    | John Watson (McLaren-Ford)   | McLaren-Ford                 |
| 10  | 18. Juli      | Großbritannien (West Kingsdown) | 319,732      | Niki Lauda (McLaren-Ford)       | Didier Pironi (Ferrari)          | Patrick Tambay (Ferrari)        | Keke Rosberg (Williams-Ford)   | Brian Henton (Tyrrell-Ford)     | Didier Pironi (Ferrari)      | McLaren-Ford                 |
| 11  | 25. Juli      | Frankreich (Le Castellet)       | 313,740      | René Arnoux (Renault)           | Alain Prost (Renault)            | Didier Pironi (Ferrari)         | René Arnoux (Renault)          | Riccardo Patrese (Brabham-Ford) | Didier Pironi (Ferrari)      | McLaren-Ford                 |
| 12  | 8. August     | Deutschland (Hockenheim)        | 305,865      | Patrick Tambay (Ferrari)        | René Arnoux (Renault)            | Keke Rosberg (Williams-Ford)    | Didier Pironi (Ferrari)        | Nelson Piquet (Brabham-BMW)     | Didier Pironi (Ferrari)      | Ferrari                      |
| 13  | 15. August    | Österreich (Spielberg)          | 314,926      | Elio de Angelis (Lotus-Ford)    | Keke Rosberg (Williams-Ford)     | Jacques Laffite (Ligier-Matra)  | Nelson Piquet (Brabham-BMW)    | Nelson Piquet (Brabham-BMW)     | Didier Pironi (Ferrari)      | Ferrari                      |
| 14  | 29. August    | Schweiz (Prenois)               | 304,000      | Keke Rosberg (Williams-Ford)    | Alain Prost (Renault)            | Niki Lauda (McLaren-Ford)       | Alain Prost (Renault)          | Alain Prost (Renault)           | Keke Rosberg (Williams-Ford) | Ferrari                      |
| 15  | 12. September | Italien (Monza)                 | 301,600      | René Arnoux (Renault)           | Patrick Tambay (Ferrari)         | Mario Andretti (Ferrari)        | Mario Andretti (Ferrari)       | René Arnoux (Renault)           | Keke Rosberg (Williams-Ford) | Ferrari                      |
| 16  | 25. September | Las Vegas (Paradise)            | 273,750      | Michele Alboreto (Tyrrell-Ford) | John Watson (McLaren-Ford)       | Eddie Cheever (Ligier-Matra)    | Alain Prost (Renault)          | Michele Alboreto (Tyrrell-Ford) | Keke Rosberg (Williams-Ford) | Ferrari                      |

## Rennberichte

### Großer Preis von Südafrika
| Platz | Fahrer           | Team          | Zeit        |
| ----- | ---------------- | ------------- | ----------- |
| 1     | Alain Prost      | Renault       | 1:32:08,401 |
| 2     | Carlos Reutemann | Williams-Ford | + 14,946    |
| 3     | René Arnoux      | Renault       | + 27,900    |
| PP    | René Arnoux      | Renault       | 1:06,351    |
| SR    | Alain Prost      | Renault       | 1:08,278    |

Der Große Preis von Südafrika auf dem Kyalami Grand Prix Circuit fand am 23. Januar 1982 statt und ging über eine Distanz von 77 Runden (316,008 km).

### Großer Preis von Brasilien
| Platz | Fahrer        | Team         | Zeit        |
| ----- | ------------- | ------------ | ----------- |
| 1     | Alain Prost   | Renault      | 1:44:33,134 |
| 2     | John Watson   | McLaren-Ford | + 2,990     |
| 3     | Nigel Mansell | Lotus-Ford   | + 36,859    |
| PP    | Alain Prost   | Renault      | 1:28,888    |
| SR    | Alain Prost   | Renault      | 1:37,016    |

Der Große Preis von Brasilien in Jacarepaguá, einem Vorort von Rio de Janeiro in Brasilien, fand am 21. März 1982 statt und ging über 63 Runden (316,953 km).
Der erstplatzierte Nelson Piquet und zweitplatzierte Keke Rosberg wurden wegen untergewichtiger Wagen disqualifiziert.

### Großer Preis der USA West
| Platz | Fahrer            | Team          | Zeit        |
| ----- | ----------------- | ------------- | ----------- |
| 1     | Niki Lauda        | McLaren-Ford  | 1:58:25,318 |
| 2     | Keke Rosberg      | Williams-Ford | + 14,660    |
| 3     | Riccardo Patrese  | Brabham-Ford  | + 1:19,143  |
| PP    | Andrea de Cesaris | Alfa Romeo    | 1:27,316    |
| SR    | Niki Lauda        | McLaren-Ford  | 1:30,831    |

Der Große Preis der USA West in Long Beach (Kalifornien) fand am 4. April 1982 statt und ging über 75,5 Runden (258,814 km).
Der drittplatzierte Gilles Villeneuve wurde wegen eines doppelten Heckflügels disqualifiziert.

### Großer Preis von San Marino
| Platz | Fahrer            | Team         | Zeit        |
| ----- | ----------------- | ------------ | ----------- |
| 1     | Didier Pironi     | Ferrari      | 1:36:38,887 |
| 2     | Gilles Villeneuve | Ferrari      | + 0,366     |
| 3     | Michele Alboreto  | Tyrrell-Ford | + 1:07,684  |
| PP    | René Arnoux       | Renault      | 1:29,765    |
| SR    | Didier Pironi     | Ferrari      | 1:35,036    |

Der Große Preis von San Marino in Imola fand am 25. April 1982 statt und ging über 60 Runden (302,4 km).
Dieses Rennen wurde von den FOCA-Teams aufgrund der Disqualifikationen in Brasilien boykottiert, wodurch nur 14 Fahrer am Rennen teilnahmen. Manfred Winkelhock (ATS-Ford) wurde als Sechster wegen Untergewichts disqualifiziert.

### Großer Preis von Belgien
| Platz | Fahrer        | Team          | Zeit        |
| ----- | ------------- | ------------- | ----------- |
| 1     | John Watson   | McLaren-Ford  | 1:35:41,995 |
| 2     | Keke Rosberg  | Williams-Ford | + 7,268     |
| 3     | Eddie Cheever | Ligier-Matra  | + 1 Runde   |
| PP    | Alain Prost   | Renault       | 1:15,701    |
| SR    | John Watson   | McLaren-Ford  | 1:20,214    |

Der Große Preis von Belgien in Zolder fand am 9. Mai 1982 statt und ging über 70 Runden (298,34 km).
Gilles Villeneuve verunglückte beim Qualifying tödlich. Er kollidierte in seiner schnellen Runde mit dem sich in der Auslaufrunde befindlichen Jochen Mass, überschlug sich mehrfach, wurde aus dem Sitz gerissen und prallte gegen einen Mast. Er starb ein paar Stunden später im Uniklinikum Leuven.
Niki Lauda (McLaren-Ford) wurde als Dritter wegen eines untergewichtigen Wagens disqualifiziert.

### Großer Preis von Monaco
| Platz | Fahrer            | Team         | Zeit        |
| ----- | ----------------- | ------------ | ----------- |
| 1     | Riccardo Patrese  | Brabham-Ford | 1:54:11,259 |
| 2     | Didier Pironi     | Ferrari      | + 1 Runde   |
| 3     | Andrea de Cesaris | Alfa Romeo   | + 1 Runde   |
| PP    | René Arnoux       | Renault      | 1:23,281    |
| SR    | Riccardo Patrese  | Brabham-Ford | 1:26,354    |

Der Große Preis von Monaco in Monte Carlo fand am 23. Mai 1982 statt und ging über 76 Runden (251,712 km).
Das Rennen ist vor allem aufgrund seines bizarren Zieleinlaufes bekannt. Nachdem es leicht zu regnen begonnen hatte, schied der lange führende Alain Prost (Renault) in der 74. Runde nach einem Unfall aus, sodass Riccardo Patrese (Brabham) in Führung ging. Patrese fiel jedoch in der 75. Runde durch einen Dreher in der Loews-Kurve zurück, und Didier Pironi (Ferrari) übernahm. In der 76. und letzten Runde blieben jedoch Pironi und der folgende Andrea de Cesaris (Alfa Romeo) wegen Treibstoffmangels stehen und auch der zu diesem Zeitpunkt drittplatzierte Derek Daly (Williams) musste mit einem Getriebeschaden aufgeben, wobei sein Wagen bereits zuvor durch eine Kollision den Heckspoiler eingebüßt hatte. Somit konnte Patrese die verlorenen Plätze wiedergutmachen und seinen ersten Grand Prix gewinnen.

### Großer Preis der USA Ost
| Platz | Fahrer        | Team         | Zeit        |
| ----- | ------------- | ------------ | ----------- |
| 1     | John Watson   | McLaren-Ford | 1:58:41,043 |
| 2     | Eddie Cheever | Ligier-Matra | + 15,726    |
| 3     | Didier Pironi | Ferrari      | + 28,077    |
| PP    | Alain Prost   | Renault      | 1:48,537    |
| SR    | Alain Prost   | Renault      | 1:50,428    |

Der Große Preis der USA Ost auf dem Detroit Street Circuit in Detroit fand am 6. Juni 1982 statt und ging über 62 Runden (248,744 km).

### Großer Preis von Kanada
| Platz | Fahrer           | Team         | Zeit        |
| ----- | ---------------- | ------------ | ----------- |
| 1     | Nelson Piquet    | Brabham-BMW  | 1:46:39,577 |
| 2     | Riccardo Patrese | Brabham-Ford | + 13,799    |
| 3     | John Watson      | McLaren-Ford | + 1:01,836  |
| PP    | Didier Pironi    | Ferrari      | 1:27,509    |
| SR    | Didier Pironi    | Ferrari      | 1:28,323    |

Der Große Preis von Kanada in Montreal fand am 13. Juni 1982 statt und ging über 70 Runden (308,7 km).
Riccardo Paletti (Osella) fuhr mit zirka 200 km/h in das Heck des beim Start stehengebliebenen Didier Pironi. Paletti starb bereits beim Aufprall aufgrund der massiven inneren Verletzungen. Pironi kam mit dem Schrecken davon.
Nach diesem Startunfall wurde das Rennen abgebrochen und neu gestartet.

### Großer Preis der Niederlande
| Platz | Fahrer        | Team          | Zeit        |
| ----- | ------------- | ------------- | ----------- |
| 1     | Didier Pironi | Ferrari       | 1:38:03,254 |
| 2     | Nelson Piquet | Brabham-BMW   | + 21,649    |
| 3     | Keke Rosberg  | Williams-Ford | + 22,365    |
| PP    | René Arnoux   | Renault       | 1:14,233    |
| SR    | Derek Warwick | Toleman-Hart  | 1:28,323    |

Der Große Preis der Niederlande in Zandvoort fand am 3. Juli 1982 statt und ging über eine Distanz von 72 Runden (306,144 km).

### Großer Preis von Großbritannien
| Platz | Fahrer         | Team          | Zeit        |
| ----- | -------------- | ------------- | ----------- |
| 1     | Niki Lauda     | McLaren-Ford  | 1:35:33,812 |
| 2     | Didier Pironi  | Ferrari       | + 25,726    |
| 3     | Patrick Tambay | Ferrari       | + 38,436    |
| PP    | Keke Rosberg   | Williams-Ford | 1:09,540    |
| SR    | Brian Henton   | Tyrrell-Ford  | 1:13,028    |

Der Große Preis von Großbritannien in Brands Hatch fand am 18. Juli 1982 statt und ging über eine Distanz von 76 Runden (319,732 km).

### Großer Preis von Frankreich
| Platz | Fahrer           | Team         | Zeit        |
| ----- | ---------------- | ------------ | ----------- |
| 1     | René Arnoux      | Renault      | 1:33:33,217 |
| 2     | Alain Prost      | Renault      | + 17,308    |
| 3     | Didier Pironi    | Ferrari      | + 42,128    |
| PP    | René Arnoux      | Renault      | 1:34,406    |
| SR    | Riccardo Patrese | Brabham-Ford | 1:40,075    |

Der Große Preis von Frankreich in Le Castellet (Var) fand am 25. Juli 1982 statt und ging über eine Distanz von 54 Runden (313,74 km).

### Großer Preis von Deutschland
| Platz | Fahrer         | Team          | Zeit        |
| ----- | -------------- | ------------- | ----------- |
| 1     | Patrick Tambay | Ferrari       | 1:27:25,178 |
| 2     | René Arnoux    | Renault       | + 16,379    |
| 3     | Keke Rosberg   | Williams-Ford | + 1 Runde   |
| PP    | Didier Pironi  | Ferrari       | 1:47,947    |
| SR    | Nelson Piquet  | Brabham-BMW   | 1:54,035    |

Der Große Preis von Deutschland auf dem Hockenheimring fand am 8. August 1982 statt und ging über eine Distanz von 45 Runden (305,865 km).
Didier Pironi hatte im Training einen schweren Unfall. Bei strömendem Regen kollidierte er mit Alain Prost und überschlug sich mehrmals. Dabei erlitt er mehrfache Beinbrüche und musste danach seine Karriere beenden.

### Großer Preis von Österreich
| Platz | Fahrer          | Team          | Zeit        |
| ----- | --------------- | ------------- | ----------- |
| 1     | Elio de Angelis | Lotus-Ford    | 1:25:02,212 |
| 2     | Keke Rosberg    | Williams-Ford | + 0,050     |
| 3     | Jacques Laffite | Ligier-Matra  | + 1 Runde   |
| PP    | Nelson Piquet   | Brabham-BMW   | 1:27,612    |
| SR    | Nelson Piquet   | Brabham-BMW   | 1:33,699    |

Der Große Preis von Österreich auf dem Österreichring in Zeltweg fand am 15. August 1982 statt und ging über eine Distanz von 53 Runden (314,926 km).

### Großer Preis der Schweiz
| Platz | Fahrer       | Team          | Zeit        |
| ----- | ------------ | ------------- | ----------- |
| 1     | Keke Rosberg | Williams-Ford | 1:32:41,087 |
| 2     | Alain Prost  | Renault       | + 4,442     |
| 3     | Niki Lauda   | McLaren-Ford  | + 1:00,343  |
| PP    | Alain Prost  | Renault       | 1:01,380    |
| SR    | Alain Prost  | Renault       | 1:07,477    |

Der Große Preis der Schweiz auf dem französischen Circuit de Dijon-Prenois fand am 29. August 1982 statt und ging über eine Distanz von 80 Runden (304,0 km).

### Großer Preis von Italien
| Platz | Fahrer         | Team    | Zeit        |
| ----- | -------------- | ------- | ----------- |
| 1     | René Arnoux    | Renault | 1:22:25,734 |
| 2     | Patrick Tambay | Ferrari | + 14,064    |
| 3     | Mario Andretti | Ferrari | + 48,452    |
| PP    | Mario Andretti | Ferrari | 1:28,473    |
| SR    | René Arnoux    | Renault | 1:33,619    |

Der Große Preis von Italien in Monza fand am 12. September 1982 statt und ging über eine Distanz von 52 Runden (301,60 km).

### Großer Preis von Las Vegas
| Platz | Fahrer           | Team         | Zeit        |
| ----- | ---------------- | ------------ | ----------- |
| 1     | Michele Alboreto | Tyrrell-Ford | 1:41:56,888 |
| 2     | John Watson      | McLaren-Ford | + 27,292    |
| 3     | Eddie Cheever    | Ligier-Matra | + 56,450    |
| PP    | Alain Prost      | Renault      | 1:16,356    |
| SR    | Michele Alboreto | Tyrrell-Ford | 1:19,639    |

Der Große Preis von Las Vegas auf dem Caesars Palace Grand Prix Circuit in Las Vegas fand am 25. September 1982 statt und ging über eine Distanz von 75 Runden (273,75 km).
Keke Rosberg kam als Fünfter ins Ziel und holte sich damit den Fahrerweltmeistertitel.

## Weltmeisterschaftswertungen
| Platz  | 1 | 2 | 3 | 4 | 5 | 6 |
| Punkte | 9 | 6 | 4 | 3 | 2 | 1 |

In der Fahrerwertung wurden die besten elf Resultate, in der Konstrukteurswertung alle Resultate gewertet.

### Fahrerwertung
| Pos. | Fahrer        | Konstrukteur      |     |      |      |     |      |      |     |     |     |     |     |     |     |     |     |     | Punkte |
| 1    | K. Rosberg    | Williams-Ford     | 5   | DSQ  | 2    |     | 2    | DNF  | 4   | DNF | 3   | DNF | 5   | 3   | 2   | 1   | 8   | 5   | 44     |
| 2    | D. Pironi     | Ferrari           | 18  | 6    | DNF  | 1   | DNS  | 2    | 3   | 9   | 1   | 2   | 3   | DNS | INJ | INJ | INJ | INJ | 39     |
| 3    | J. Watson     | McLaren-Ford      | 6   | 2    | 6    |     | 1    | DNF  | 1   | 3   | 9   | DNF | DNF | DNF | 9   | 13  | 4   | 2   | 39     |
| 4    | A. Prost      | Renault           | 1   | 1    | DNF  | DNF | DNF  | 7    | NC  | DNF | DNF | 6   | 2   | DNF | 8   | 2   | DNF | 4   | 34     |
| 5    | N. Lauda      | McLaren-Ford      | 4   | DNF  | 1    |     | DSQ  | DNF  | DNF | DNF | 4   | 1   | 8   | DNS | 5   | 3   | DNF | DNF | 30     |
| 6    | R. Arnoux     | Renault           | 3   | DNF  | DNF  | DNF | DNF  | DNF  | 10  | DNF | DNF | DNF | 1   | 2   | DNF | 16  | 1   | DNF | 28     |
| 7    | P. Tambay     | Ferrari           |     |      |      |     |      |      |     |     | 8   | 3   | 4   | 1   | 4   | DNS | 2   | DNS | 25     |
| 8    | M. Alboreto   | Tyrrell-Ford      | 7   | 4    | 4    | 3   | DNF  | 10   | DNF | DNF | 7   | DNF | 6   | 4   | DNF | 7   | 5   | 1   | 25     |
| 9    | E. de Angelis | Lotus-Ford        | 8   | DNF  | 5    |     | 4    | 5    | DNF | 4   | DNF | 4   | DNF | DNF | 1   | 6   | DNF | DNF | 23     |
| 10   | R. Patrese    | Brabham-Ford/-BMW | DNF | DNF  | 3    |     | DNF  | 1    | DNF | 2   | 15  | DNF | DNF | DNF | DNF | 5   | DNF | DNF | 21     |
| 11   | N. Piquet     | Brabham-Ford/-BMW | DNF | DSQ  | DNF  |     | 5    | DNF  | DNQ | 1   | 2   | DNF | DNF | DNF | DNF | 4   | DNF | DNF | 20     |
| 12   | E. Cheever    | Ligier-Matra      | DNF | DNF  | DNF  |     | 3    | DNF  | 2   | 10  | DNQ | DNF | 16  | DNF | DNF | DNF | 6   | 3   | 15     |
| 13   | D. Daly       | Theodore-Ford     | 14  | DNF  | DNF  |     |      |      |     |     |     |     |     |     |     |     |     |     | 8      |
| 13   | D. Daly       | Williams-Ford     |     |      |      |     | DNF  | 6    | 5   | 7   | 5   | 5   | 7   | DNF | DNF | 9   | DNF | 6   | 8      |
| 14   | N. Mansell    | Lotus-Ford        | DNF | 3    | 7    |     | DNF  | 4    | DNF | DNF |     | DNF |     | 9   | DNF | 8   | 7   | DNF | 7      |
| 15   | C. Reutemann  | Williams-Ford     | 2   | DNF  |      |     |      |      |     |     |     |     |     |     |     |     |     |     | 6      |
| 16   | G. Villeneuve | Ferrari           | DNF | DNF  | DSQ  | 2   | DNS  |      |     |     |     |     |     |     |     |     |     |     | 6      |
| 17   | J. Laffite    | Ligier-Matra      | DNF | DNF  | DNF  |     | 9    | DNF  | 6   | DNF | DNF | DNF | 14  | DNF | 3   | DNF | DNF | DNF | 5      |
| 18   | A. de Cesaris | Alfa Romeo        | 13  | DNF  | DNF  | DNF | DNF  | 3    | DNF | 6   | DNF | DNF | DNF | DNF | DNF | 10  | 10  | 9   | 5      |
| 19   | M. Andretti   | Williams-Ford     |     |      | DNF  |     |      |      |     |     |     |     |     |     |     |     |     |     | 4      |
| 19   | M. Andretti   | Ferrari           |     |      |      |     |      |      |     |     |     |     |     |     |     |     | 3   | DNF | 4      |
| 20   | J.-P. Jarier  | Osella-Ford       | DNF | 9    | DNF  | 4   | DNF  | DNQ  | DNF | DNF | 14  | DNF | DNF | DNF | DNQ | DNF | DNF | DNS | 3      |
| 21   | M. Surer      | Arrows-Ford       |     |      |      |     | 7    | 9    | 8   | 5   | 10  | DNF | 13  | 6   | DNF | 15  | DNF | 7   | 3      |
| 22   | B. Giacomelli | Alfa Romeo        | 11  | DNF  | DNF  | DNF | DNF  | DNF  | DNF | DNF | 11  | 7   | 9   | 5   | DNF | 12  | DNF | 10  | 2      |
| 23   | E. Salazar    | ATS-Ford          | 9   | DNF  | DNF  | 5   | DNF  | DNF  | DNF | DNF | 13  | DNQ | DNF | DNF | DNQ | 14  | 9   | DNQ | 2      |
| 24   | M. Winkelhock | ATS-Ford          | 10  | 5    | DNF  | DSQ | DNF  | DNF  | DNF | DNQ | 12  | DNQ | 11  | DNF | DNF | DNF | DNQ | NC  | 2      |
| 25   | M. Baldi      | Arrows-Ford       | DNQ | 10   | DNQ  |     | DNF  | DNQ  | DNF | 8   | 6   | 9   | DNF | DNF | 6   | DNQ | 12  | 11  | 2      |
| 26   | C. Serra      | Fittipaldi-Ford   | 17  | DNF  | DNQ  |     | 6    | DNPQ | 11  | DNQ | DNF | DNF |     | 11  | 7   | DNQ | 11  | DNQ | 1      |
| 27   | B. Henton     | Arrows-Ford       | DNQ | DNQ  | DNF  |     |      |      |     |     |     |     |     |     |     |     |     |     | 0      |
| 27   | B. Henton     | Tyrrell-Ford      |     |      |      | DNF | DNF  | 8    | 9   | NC  | DNF | 8   | 10  | 7   | DNF | 11  | DNF | 8   | 0      |
| 28   | J. Mass       | March-Ford        | 12  | 8    | 8    |     | DNF  | DNQ  | 7   | 11  | DNF | 10  | DNF |     |     |     |     |     | 0      |
| 29   | S. Borgudd    | Tyrrell-Ford      | 16  | 7    | 10   |     |      |      |     |     |     |     |     |     |     |     |     |     | 0      |
| 30   | R. Boesel     | March-Ford        | 15  | DNF  | 9    |     | 8    | DNPQ | DNF | DNF | DNF | DNQ | DNQ | DNF | DNQ | DNF | DNQ | 13  | 0      |
| 31   | R. Guerrero   | Ensign-Ford       | DNQ | DNQ  | DNF  |     | DNQ  | DNQ  | DNF | DNF | DNQ | DNF | DNQ | 8   | DNF | DNF | NC  | DNS | 0      |
| 32   | D. Warwick    | Toleman-Hart      | DNF | DNQ  | DNPQ | DNF | DNF  | DNQ  |     |     | DNF | DNF | 15  | 10  | DNF | DNF | DNF | DNF | 0      |
| 33   | R. Keegan     | March-Ford        |     |      |      |     |      |      |     |     |     |     |     | DNQ | DNF | DNF | DNQ | 12  | 0      |
| 34   | G. Lees       | Theodore-Ford     |     |      |      |     |      |      |     | DNF |     |     |     |     |     |     |     |     | 0      |
| 34   | G. Lees       | Lotus-Ford        |     |      |      |     |      |      |     |     |     |     | 12  |     |     |     |     |     | 0      |
| –    | T. Fabi       | Toleman-Hart      | DNQ | DNQ  | DNQ  | NC  | DNF  | DNPQ |     |     | DNQ | DNF | DNF | DNQ | DNF | DNF | DNF | DNQ | 0      |
| –    | R. Paletti    | Osella-Ford       | DNQ | DNPQ | DNQ  | DNF | DNPQ | DNPQ | DNF | DNF |     |     |     |     |     |     |     |     | 0      |
| –    | T. Byrne      | Theodore-Ford     |     |      |      |     |      |      |     |     |     |     |     | DNQ | DNF | DNQ | DNQ | DNF | 0      |
| –    | J. Lammers    | Theodore-Ford     |     |      |      |     | DNQ  | DNQ  | DNQ |     | DNF | DNQ | DNQ |     |     |     |     |     | 0      |

| Legende  | Legende            | Legende                                                          |
| Farbe    | Abkürzung          | Bedeutung                                                        |
| -------- | ------------------ | ---------------------------------------------------------------- |
| Gold     | –                  | Sieg                                                             |
| Silber   | –                  | 2. Platz                                                         |
| Bronze   | –                  | 3. Platz                                                         |
| Grün     | –                  | Platzierung in den Punkten                                       |
| Blau     | –                  | Klassifiziert außerhalb der Punkteränge                          |
| Violett  | DNF                | Rennen nicht beendet (did not finish)                            |
| Violett  | NC                 | nicht klassifiziert (not classified)                             |
| Rot      | DNQ                | nicht qualifiziert (did not qualify)                             |
| Rot      | DNPQ               | in Vorqualifikation gescheitert (did not pre-qualify)            |
| Schwarz  | DSQ                | disqualifiziert (disqualified)                                   |
| Weiß     | DNS                | nicht am Start (did not start)                                   |
| Weiß     | WD                 | zurückgezogen (withdrawn)                                        |
| Hellblau | PO                 | nur am Training teilgenommen (practiced only)                    |
| Hellblau | TD                 | Freitags-Testfahrer (test driver)                                |
| ohne     | DNP                | nicht am Training teilgenommen (did not practice)                |
| ohne     | INJ                | verletzt oder krank (injured)                                    |
| ohne     | EX                 | ausgeschlossen (excluded)                                        |
| ohne     | DNA                | nicht erschienen (did not arrive)                                |
| ohne     | C                  | Rennen abgesagt (cancelled)                                      |
| ohne     | keine WM-Teilnahme |                                                                  |
| sonstige | P/fett             | Pole-Position                                                    |
| sonstige | 1/2/3/4/5/6/7/8    | Punktplatzierung im Sprint-/Qualifikationsrennen                 |
| sonstige | SR/kursiv          | Schnellste Rennrunde                                             |
| sonstige | *                  | nicht im Ziel, aufgrund der zurückgelegten Distanz aber gewertet |
| sonstige | ()                 | Streichresultate                                                 |
| sonstige | unterstrichen      | Führender in der Gesamtwertung                                   |

### Konstrukteurswertung

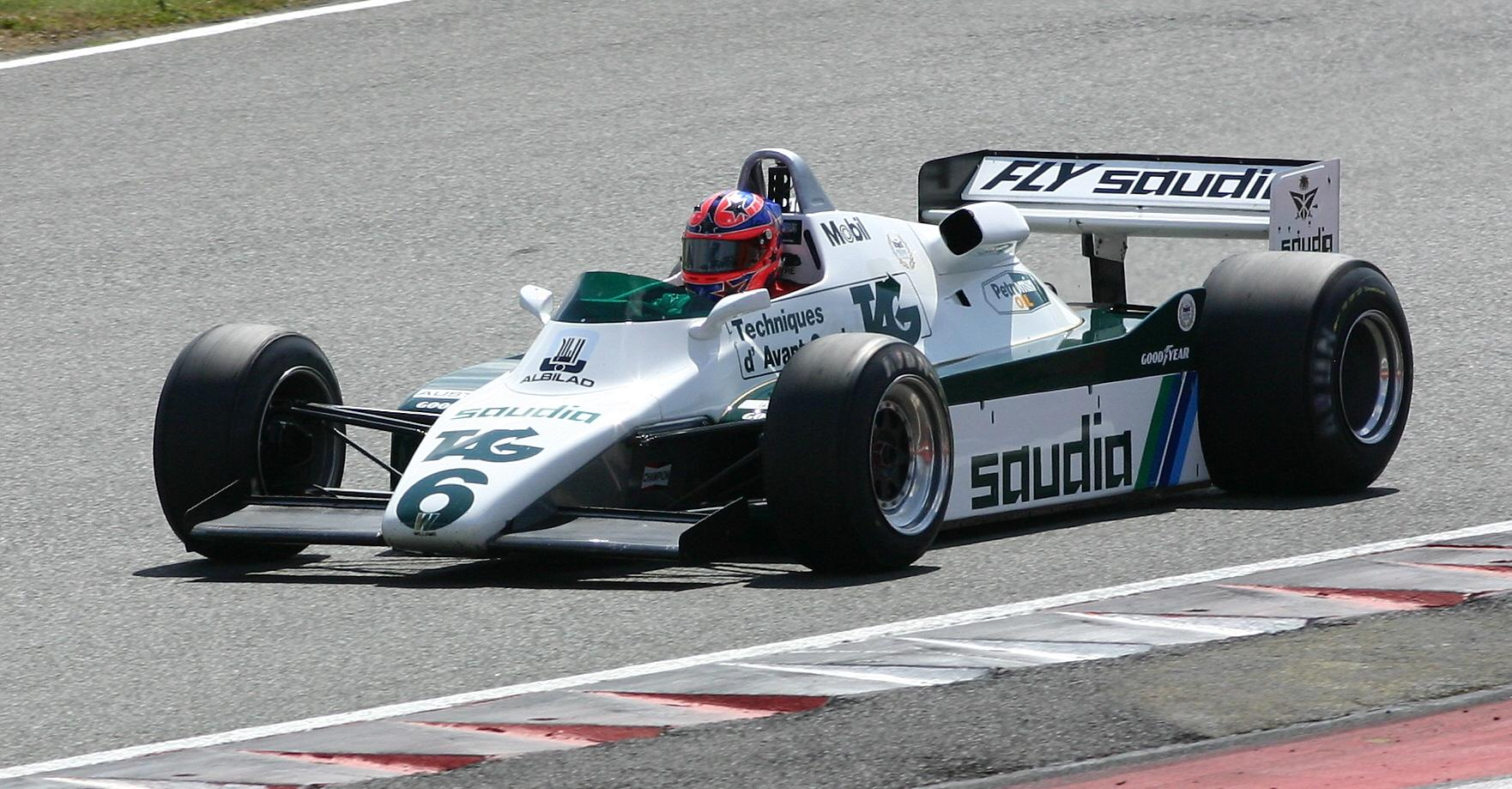
Williams FW08 Ford Cosworth von 1982

| Pos. | Konstrukteur  | Punkte |
| ---- | ------------- | ------ |
| 01   | FerrariT      | 74     |
| 02   | McLaren-Ford  | 69     |
| 03   | RenaultT      | 62     |
| 04   | Williams-Ford | 58     |
| 05   | Lotus-Ford    | 30     |
| 06   | Tyrrell-Ford  | 25     |
| 07   | Brabham-BMWT  | 22     |
| 08   | Ligier-Matra  | 20     |
| 09   | Brabham-Ford  | 19     |

| Pos. | Konstrukteur    | Punkte |
| ---- | --------------- | ------ |
| 10   | Alfa Romeo      | 7      |
| 11   | Arrows-Ford     | 5      |
| 12   | ATS-Ford        | 4      |
| 13   | Osella-Ford     | 3      |
| 14   | Fittipaldi-Ford | 1      |
| 15   | March-Ford      | 0      |
| 16   | Theodore-Ford   | 0      |
| –    | Toleman-HartT   | 0      |
| –    | Ensign-Ford     | 0      |

## Kurzmeldungen Formel 1
- Der Konstrukteurstitel ging erstmals an ein Team (Ferrari), das einen turbogetriebenen Formel-1-Wagen einsetzte.
- BMW stieg mit Brabham in die Formel 1 ein. In Montreal feierten die Bayern den ersten Sieg.
- Der ehemalige Formel-1-Fahrer Harald Ertl starb bei einem Flugzeugabsturz.
- Wieder Streit zwischen FISA und FOCA: Beim GP San Marino fehlten die meisten englischen Teams.
- Gilles Villeneuve verunglückte in Zolder tödlich.
- Ferrari-Teamkollege Didier Pironi verunglückte in Hockenheim schwer und musste seine Karriere beenden.
- Riccardo Paletti kam in Montreal ums Leben – es war der letzte tödliche Unfall bei einem Formel-1-Rennen bis zum 1. Mai 1994.